# Whidbey Island

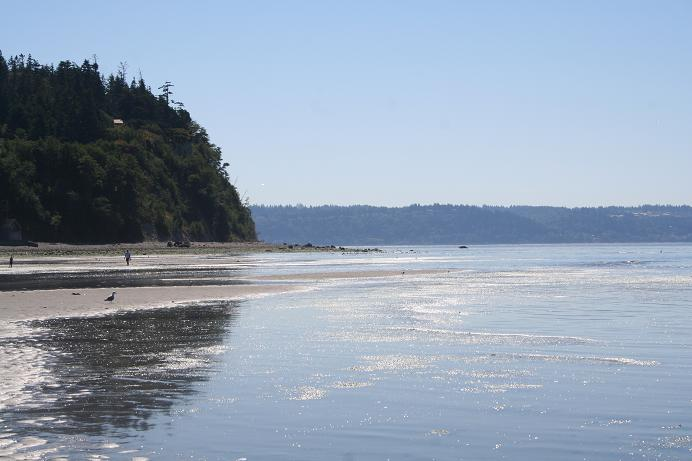
Bahía de Cultus en marea baja.

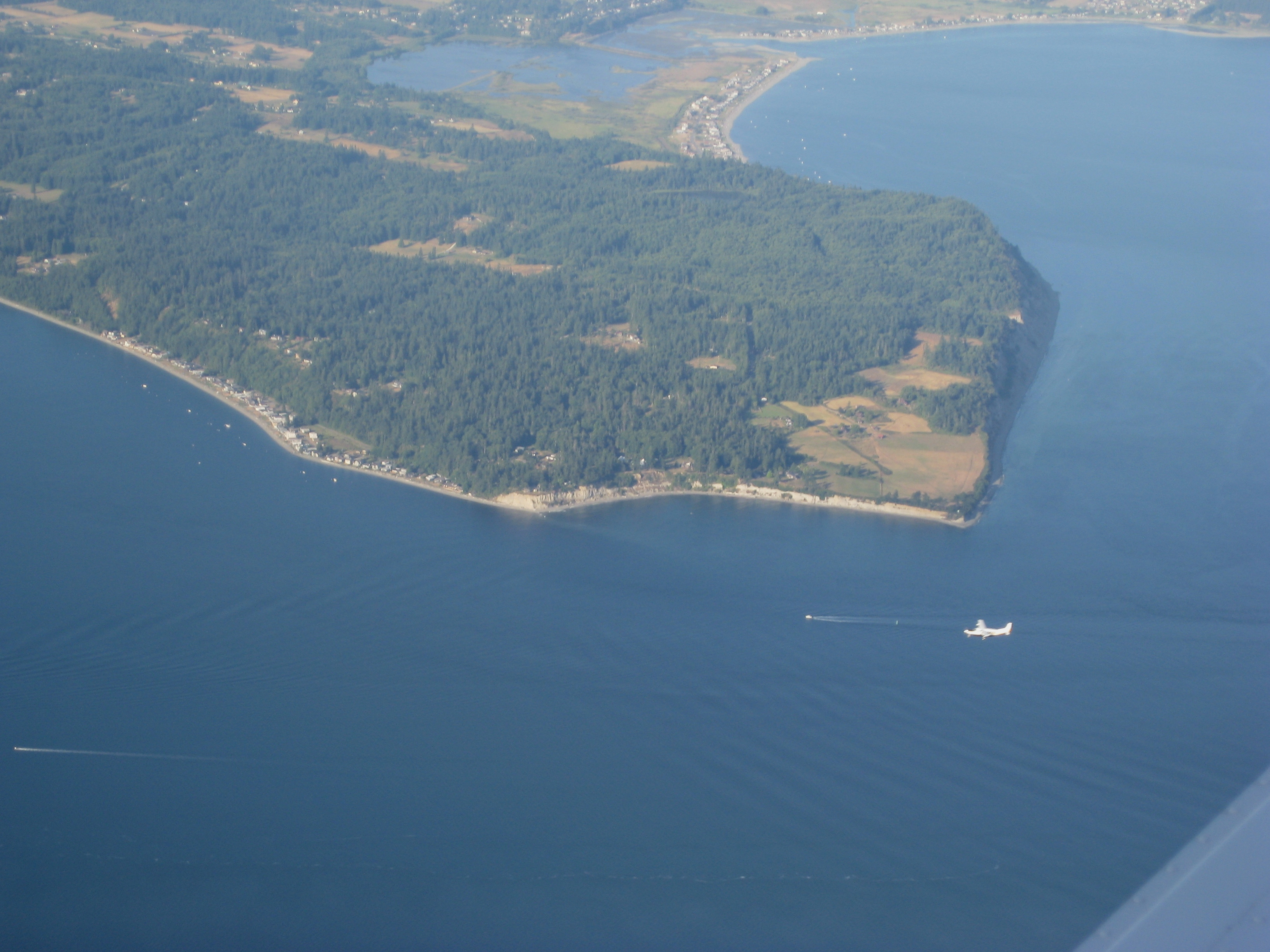
Double Bluff, con Useless Bay al sur (derecha) y Mutiny Bay al norte (izquierda).

Whidbey Island (también llamada Whidby, Whitbey o Whitby, según registros históricos) es la isla más grandes del condado de Island, Washington, en Estados Unidos, y la más grande del estado de Washington. Whidbey se encuentra a unos 30 millas (48 km) al norte de Seattle, entre la Península Olímpica y el corredor de la I-5 en el oeste de Washington. La isla forma el límite septentrional del Estrecho de Puget. Alberga la Estación Aérea Naval de Whidbey Island. Los parques estatales y los bosques naturales albergan numerosos árboles centenarios.
Según el censo de 2000, Whidbey Island tenía 67.000 habitantes, de los cuales 29.000 vivían en zonas rurales. Esta cifra aumentó ligeramente a 69.480 residentes en el censo de 2010.
Whidbey Island tiene aproximadamente 37 millas (60 km) de norte a sur y entre 1.5 a 10 milas (2,4 a 16,1 km) de ancho, con una superficie total de 168,67 millas cuadradas (437 km²), lo que la convierte en la 40.ª isla más grande de Estados Unidos. Es la cuarta isla más larga y la cuarta más grande de los Estados Unidos contiguos, por detrás de Long Island (Nueva York), Padre Island (Texas) (la isla barrera más larga del mundo) e Isle Royale (Míchigan). En el estado de Washington, es la isla más grande, seguida de Orcas Island.

## Historia
Whidbey Island estuvo habitada por miembros de las tribus Lower Skagit, Swinomish, Suquamish, Snohomish y otras tribus nativas americanas. El nombre salishan de la isla era Tscha-kole-chy. Eran grupos pacíficos que vivían del mar y de la tierra, con la pesca, la recolección de frutos secos, bayas y raíces, que conservaban durante el invierno.
El primer avistamiento europeo conocido de Whidbey Island se produjo durante la expedición española de Manuel Quimper y Gonzalo López de Haro en 1790, a bordo del Princess Royal.
El capitán George Vancouver exploró a fondo la isla en 1792. En mayo de ese año, los oficiales de la Marina Real británica y miembros de la expedición de Vancouver, Joseph Whidbey (capitán del HMS Discovery) y Peter Puget (teniente del barco), empezaron a cartografiar y explorar las zonas de lo que más tarde se llamaría Estrecho de Puget (en inglés: Puget Sound). Después de que Whidbey circunnavegara la isla en junio de 1792, Vancouver la bautizó en su honor. Para entonces, Vancouver ya había reclamado la zona para Gran Bretaña. El 4 de junio de 1792, el día del cumpleaños del rey, cerca de Possession Point, en el extremo sur de Whidbey Island, Vancouver tomó posesión formal de toda la costa y el interior contiguos al estrecho de Juan de Fuca, incluido el estrecho de Fuget, con el nombre de Nueva Georgia.
La primera pernoctación conocida de un no nativo americano la realizó el 26 de mayo de 1840 un misionero católico, el padre François Norbert Blanchet, durante un viaje por el estrecho de Puget. Había sido invitado por el jefe Tslalakum. Blanchet permaneció en la isla casi un año y guio a los habitantes en la construcción de una nueva iglesia de troncos.
El teniente Charles Wilkes, comandante de la Expedición Exploradora de Estados Unidos de 1838-1842, navegó en el USS Vincennes hasta Penn Cove en 1841. Para entonces, la iglesia de troncos ya estaba siendo construida por los nativos americanos junto a una enorme cruz de madera (24 pies de largo) que habían erigido. Wilkes ordenó a sus hombres que no utilizaran la fuerza salvo en defensa propia cuando trataran con los «habitantes salvajes y traicioneros». De hecho, encontró pocos problemas con los indígenas, que ya habían sido maltratados por los visitantes y sufrían enfermedades introducidas por ellos.
Wilkes bautizó la ensenada inferior con el nombre de Holmes Harbor, en honor a su cirujano ayudante, Silas Holmes. Durante esta época cartografió el estrecho de Puget. Otros lugares de la zona que recibieron nombres de Wilkes fueron Maury Island (Vashon), Hammersley Inlet, Totten y Budd Inlets, Agate Passage entre la península de Kitsap, Hale Passage y Dana Passage.
Thomas W. Glasgow presentó la primera reclamación de tierras en Whidbey Island en 1848, intentando convertirse en el primer colono. Construyó una pequeña cabaña cerca de Penn Cove, plantó algunos cultivos y se casó con una dama local, Julia Pat-Ke-Nim. Sin embargo, Glasgow se marchó en agosto de ese mismo año, tras ser expulsado por los habitantes locales. El coronel Isaac N. Ebey llegó de Columbus, Ohio, en 1850 y se convirtió en el primer colono blanco permanente, reclamando una milla cuadrada (2,6 km2) de pradera con costa sur en Admiralty Inlet. Aprovechó los 640 acres ofrecidos gratuitamente a cada pareja casada, la primera en hacerlo, el 15 de octubre de 1850. En el otoño de 1851, sus hijos, su esposa, tres de sus hermanos y la familia de Samuel Crockett llegaron para unirse a Ebey. Además de cultivar patatas y trigo, Ebey era también el jefe de correos de Port Townsend, Washington, y cruzaba diariamente la ensenada a remo para trabajar en la oficina de correos de allí. El coronel Ebey también fue representante en la Asamblea Legislativa del Territorio de Oregón, primer juez de paz del condado de Island, juez testamentario y recaudador de aduanas del distrito del estrecho de Puget.
El 11 de agosto de 1857, a la edad de 39 años, el coronel Ebey fue asesinado y decapitado por nativos americanos, supuestamente haida que habían viajado a esta zona desde Haida Gwaii. Algunas fuentes, sin embargo, se refieren a sus asesinos como «indios rusos llamados Kakes o Kikans, [de] la isla Kufrinoff, cerca de la cabeza de Prince Frederick's Sound». Ebey fue asesinado en represalia por el asesinato de un jefe haida o tyee y otros 27 indígenas en Port Gamble. El Fort Ebey, que lleva el nombre del coronel, se estableció en 1942 en el lado oeste de la parte central de la isla, justo al noroeste de Coupeville.

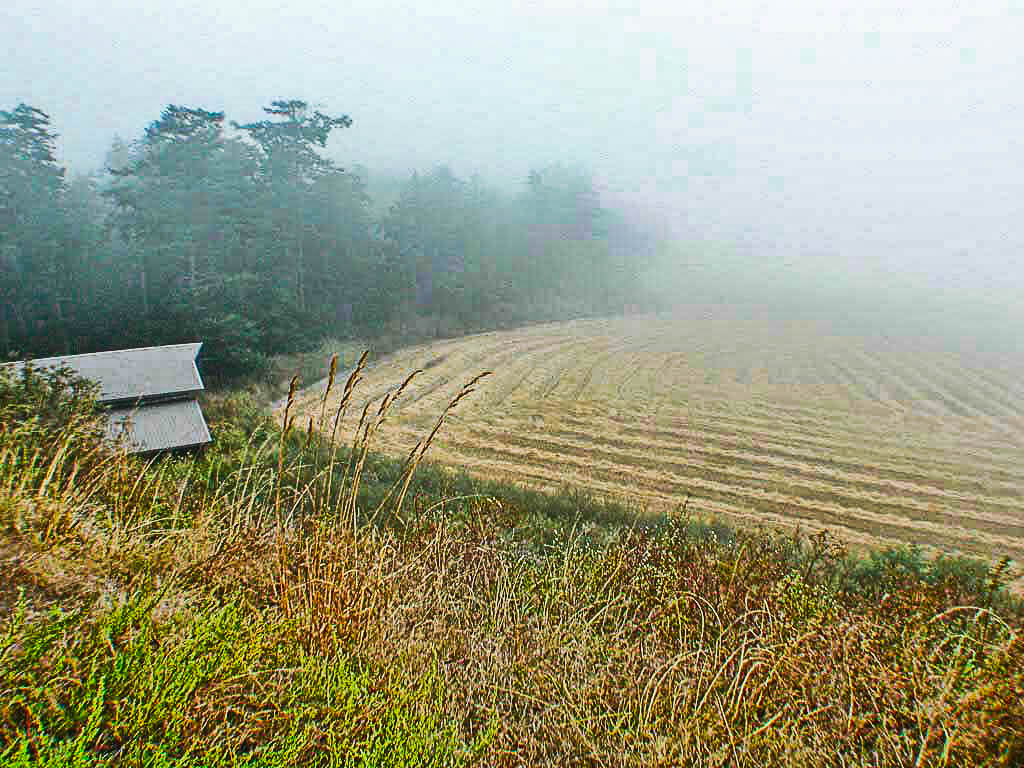
En el sendero Bluff de la Reserva Histórica Nacional de Ebey's Landing.

El faro de Admiralty Head se encuentra en esta zona, en los terrenos del Parque Estatal de Fort Casey. La zona que rodea Coupeville es la Reserva Histórica Nacional de Ebey's Landing, protegida por el gobierno federal y bautizada así en honor de Isaac Ebey.
El 25 de septiembre de 1959, un avión antisubmarino P5M de la Marina estadounidense con una carga nuclear de profundidad desarmada (no llevaba material nuclear en ese momento) a bordo se estrelló en el estrecho de Puget, cerca de Whidbey Island. La carcasa de la bomba nuclear Mark 90 nunca fue recuperada.
El 8 de agosto de 1970 se produjo la infame captura y muerte de varias orcas en Penn Cove, frente a la costa este de la isla.
En diciembre de 1984, la isla fue escenario de un violento encuentro entre las fuerzas del orden y el líder del crimen organizado y nacionalista blanco Robert Jay Mathews, del grupo La Orden. Se produjo un gran tiroteo entre Mathews y agentes del FBI en el que Mathews murió durante el incendio de una casa. Desde entonces, los seguidores de Mathews se han reunido en la isla, en el lugar donde fue asesinado por los agentes del FBI, en el aniversario de su muerte para conmemorarla.
El 10 de junio de 2022, la isla dedicó uno de sus cubos de basura al presentador del late night talk show Conan O'Brien en una elaborada ceremonia en la que O'Brien firmó la parte superior del cubo con un rotulador negro. O'Brien visitaba la isla para asistir al estreno de una obra de teatro escrita por Liza O'Brien (su esposa).

## Gobierno
Whidbey Island, junto con Camano Island, Ben Ure Island y seis islas deshabitadas, forman el condado de Island, Washington. La sede del condado se encuentra en la ciudad de Coupeville, en Whidbey Island.

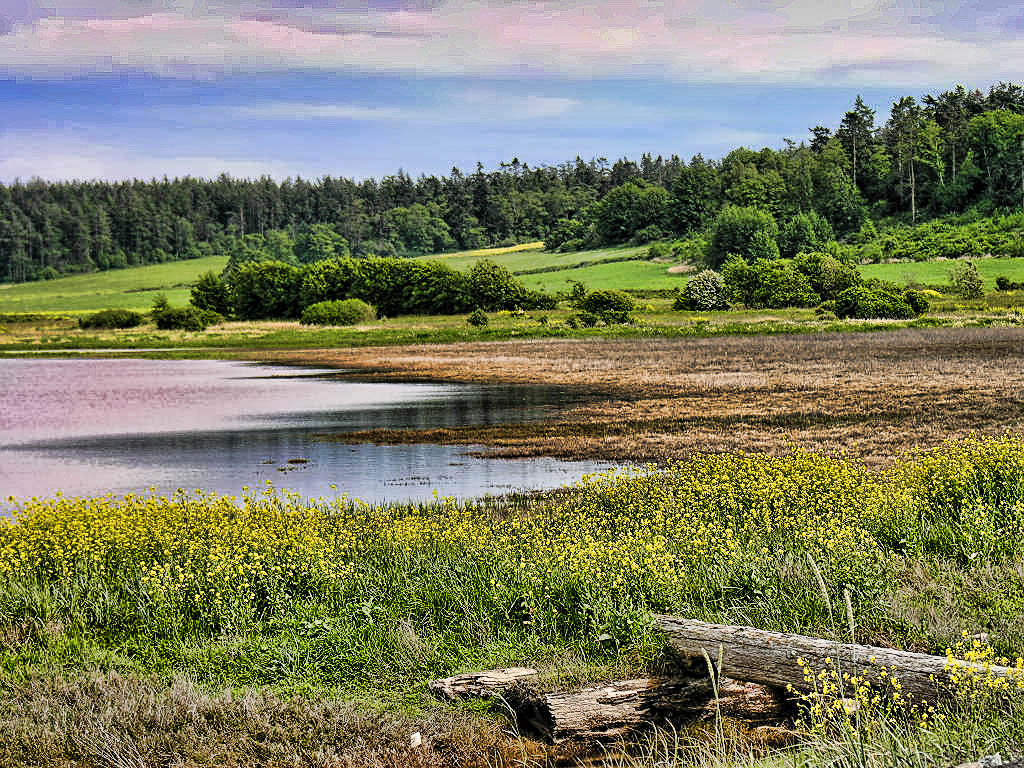
Mirando al este sobre el lago Swantown.

Los núcleos de población de la Whidbey Island incluyen la ciudad de Oak Harbor, el pueblo de Coupeville, la ciudad de Langley, el pueblo de Freeland, la comunidad de Greenbank, el pueblo de Clinton y la comunidad de Bayview. Sólo Oak Harbor, Coupeville y Langley están incorporados, los demás (con la excepción de Greenbank y Bayview) son lugares designados por el censo, y todos menos Bayview tienen sus propias oficinas de correos y códigos postales.

## Economía

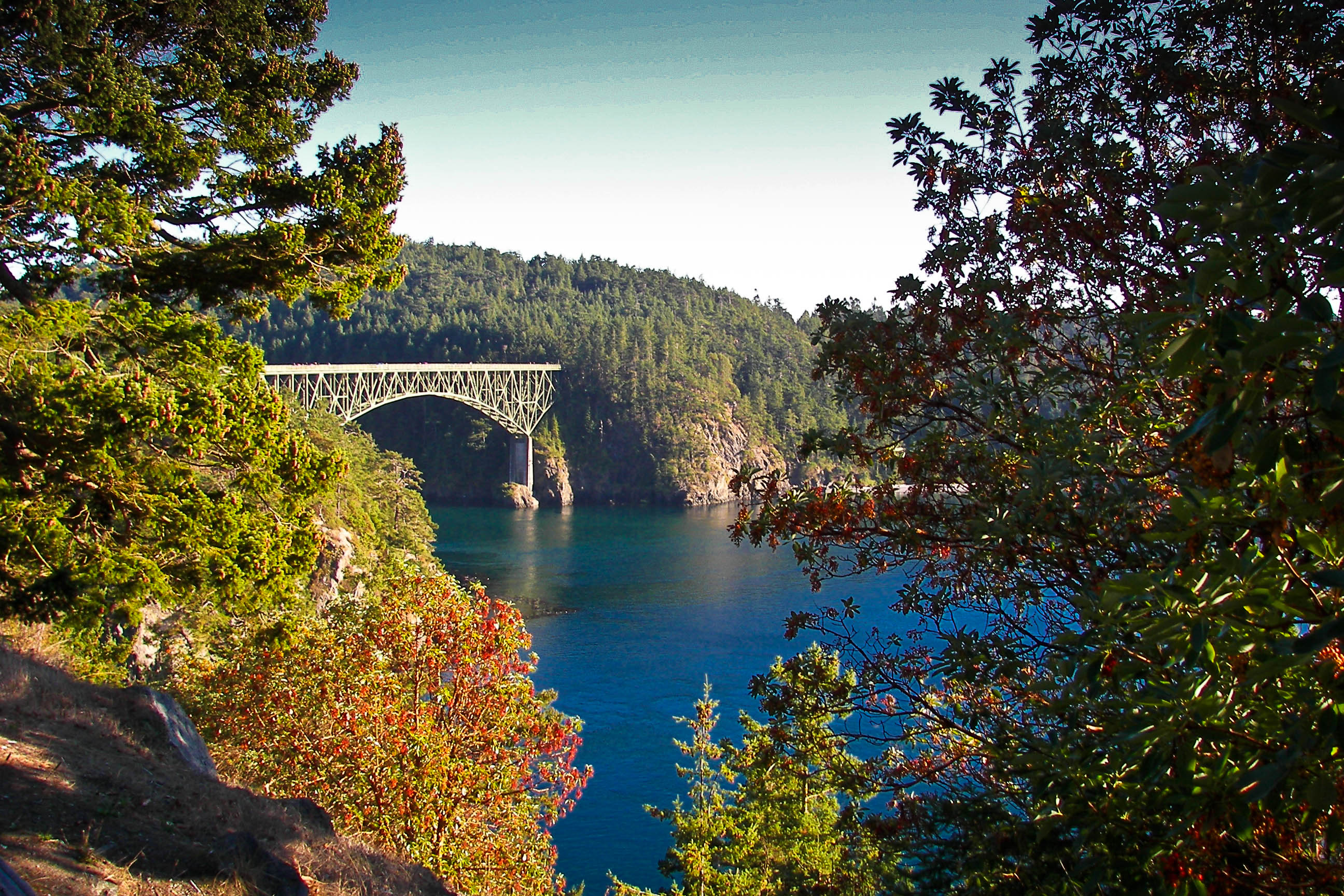
Puente de Deception Pass.

Whidbey Island se divide económicamente en dos regiones diferentes: el extremo norte de la isla (que abarca Oak Harbor y la Estación Aérea Naval de Whidbey Island), y el resto de la isla (que abarca Coupeville, Greenbank, Freeland, Langley, Clinton y las comunidades más pequeñas de en medio).
La economía del extremo norte de Whidbey Island está fuertemente influenciada por la presencia de la Estación Aeronaval cerca de Oak Harbor (N.A.S. Whidbey). N.A.S. Whidbey es el mayor empleador de Oak Harbor; por lo tanto, Oak Harbor tiene una economía predominantemente basada en los servicios y varias cadenas nacionales de tiendas han sido atraídas a la zona de Oak Harbor.
La economía de Whidbey Island, al sur de Oak Harbor, depende en gran medida del turismo, la agricultura a pequeña escala y las artes.
El turismo es especialmente importante para Whidbey Island y Camano Island. En Whidbey, los turistas encuentran una amplia gama de servicios en las ciudades de Oak Harbor, Coupeville, Freeland y Langley. La Penn Cove Mussel Farm de Coupeville exporta grandes cantidades de sus reputados mejillones Penn Cove. Esta instalación de acuicultura, junto con una serie de pequeñas granjas, refleja la naturaleza agrícola rural de la mayor parte de la zona central de Whidbey Island. Muchas de estas pequeñas granjas tienen puestos donde los clientes pueden comprar productos agrícolas, flores, carne, huevos y otros productos locales directamente a los agricultores.
Whidbey es cuna de numerosos artistas, escritores e intérpretes. Entre ellos hay pintores, escultores, vidrieros, ebanistas, metalistas, artistas de técnicas mixtas, fotógrafos, autores, poetas, actores y músicos de renombre.
Además de ser el hogar de muchos artistas, el extremo sur de Whidbey Island es también una pequeña ciudad dormitorio para las ciudades cercanas de Everett, donde se encuentra la fábrica Boeing de Everett, y Seattle. Las personas que van y vienen de estas zonas utilizan el servicio de Washington State Ferries entre Clinton y Mukilteo.

Grabado que da la bienvenida a los visitantes que llegan en ferry a Clinton.

## Geografía
A menudo se afirma que Whidbey Island es la isla más larga del territorio continental de Estados Unidos (u otra afirmación similar), pero según el Seattle Times no puede considerarse correctamente así. La isla tiene varias bahías, entre ellas en su lado este Oak Harbor, con la ciudad de Oak Harbor en su base, y Penn Cove, con las ciudades de Coupeville y San de Fuca en sus orillas sur y norte respectivamente.
Whidbey Island tiene cuatro lagos que forman parte de su hidrología interior: Cranberry Lake (dentro del Parque Estatal de Deception Pass), Deer Lake, Goss Lake y Lone Lake (ambos cerca de la ciudad de Langley).

## Parques y zonas de reserva
En Whidbey Island se encuentra la Reserva Histórica Nacional de Ebey's Landing, la primera reserva histórica nacional de EE. UU. creada por el Servicio de Parques Nacionales para preservar la historia rural y la cultura de la isla y proteger las plantas raras y sensibles de la zona.
Los parques estatales de Washington situados en la isla incluyen el Parque Estatal de Deception Pass (el parque estatal más visitado de Washington), el Parque Estatal de Joseph Whidbey, el Parque Estatal de Fort Ebey, el Parque Estatal de Fort Casey, el Parque Estatal de Possession Point y el Parque Estatal de South Whidbey. También hay una serie de parques gestionados por el condado en toda la isla, entre los que se incluyen:
- Saratoga Woods, un parque de 120 acres en el extremo sur de la isla que cuenta con rutas ecuestres, ciclistas y de senderismo. También cuenta con un campo de aviación abandonado y un glaciar errático.[28]

- Double Bluff County Park, un parque de 3/4 acres con acceso a la playa, una zona de pícnic y un parque para perros sin correa.[29]

Earth Sanctuary es una reserva natural, jardín de esculturas y centro de retiro en Whidbey Island. La Whidbey Audubon Society y el programa de áreas críticas del condado de Island han designado los estanques y el complejo de pantanos como «hábitat de importancia local».
El Price Sculpture Forest se inauguró en octubre de 2020 en Coupeville.

## Festivales
Whidbey Island acoge numerosos festivales y celebraciones a lo largo del año.
- Whidbey Island Area Fair («Feria del Condado de Island» hasta 2012),[34] el tercer fin de semana de julio, incluye atracciones, comida y espectáculos con animales.

- Wag'n'Walk, que tiene lugar a finales de agosto, es la principal celebración del oeste de Washington dedicada a los perros y a todo lo relacionado con ellos. Incluye vendedores, juegos, competiciones, demostraciones y el propio Wag'n'Walk.

- Whidbey Island Kite Festival, en septiembre e incluye clases de fabricación de cometas para niños, una competición de cometas deportivas y clases de cometas deportivas.[35]

- Fin de semana misterioso en Langley (Langley's Mystery Weekend), en marzo o febrero. Durante un fin de semana, la ciudad de Langley se convierte en el escenario de un misterioso asesinato ficticio.

- Penn Cove Mussel Festival, en marzo, celebra la generosidad del mar, especialmente del mejillón.[36]

- Island Shakespeare Festival, de julio a septiembre.[37]

- Loganberry Festival en la granja Greenbank, en julio (se suspendió tras el festival de 2014).[38]

- Desfile y espectáculo de fuegos artificiales del 4 de julio en Maxwelton Beach (Maxwelton Beach Fourth of July Parade), que tiene lugar en el extremo sur de Maxwelton Road, en el parque Dave Mackie. Tras el desfile, hay actos para todas las edades, como carreras de tres piernas, divididas por grupos de edad, y el acto más popular: el lanzamiento de huevos.

- Choochokam era una feria callejera y festival artístico anual, iniciado en 1975, que se celebraba en el centro de Langley durante el segundo fin de semana de julio. El último Choochokam se celebró en 2016.[39]

- El Tour de Whidbey, en septiembre, es un paseo organizado en bicicleta con diferentes rutas alrededor de Whidbey Island.[40]

- El Maratón y Medio Maratón de Whidbey Island (Whidbey Island Marathon and Half Marathon), en abril desde 2002.[41]

- Whidbey Island Race Week: regata de vela de una semana de duración que se celebra todos los veranos en Oak Harbor con regatas diarias en Penn Cove y/o Saratoga Passage (dependiendo de las condiciones del viento). Suele celebrarse la tercera semana de julio, aunque varía ligeramente según las condiciones de las mareas.

- Juegos de las Highlands de Whidbey Island (Whidbety Island Highland Games): segundo sábado de agosto. Competiciones de atletismo pesado escocés, danza de las Highlands, bandas de gaitas y tambores.

- Whidbey Island Zucchini Festival: Festival anual organizado por los residentes de Whidbey Island debido al exceso de calabacines cultivados en casa. El festival incluye actuaciones musicales basadas en el calabacín, varios tipos de arte visual temático o basado en el calabacín, todo tipo de comidas con calabacín, juegos y competiciones al aire libre con calabacín y un tirachinas gigante de calabacín. [cita requerida]

- Oak Harbor Music Festival: Festival anual de música que se celebra en la ciudad más grande de la isla, Oak Harbor. Se celebra el fin de semana del Día del Trabajo y cuenta con una gran variedad de actuaciones musicales.

- DjangoFestNW: Festival anual de música de 5 días de duración que se celebra a mediados de septiembre y que rinde homenaje a la música de Django Reinhardt en el Whidbey Island Center for the Arts.[42]

## Clima

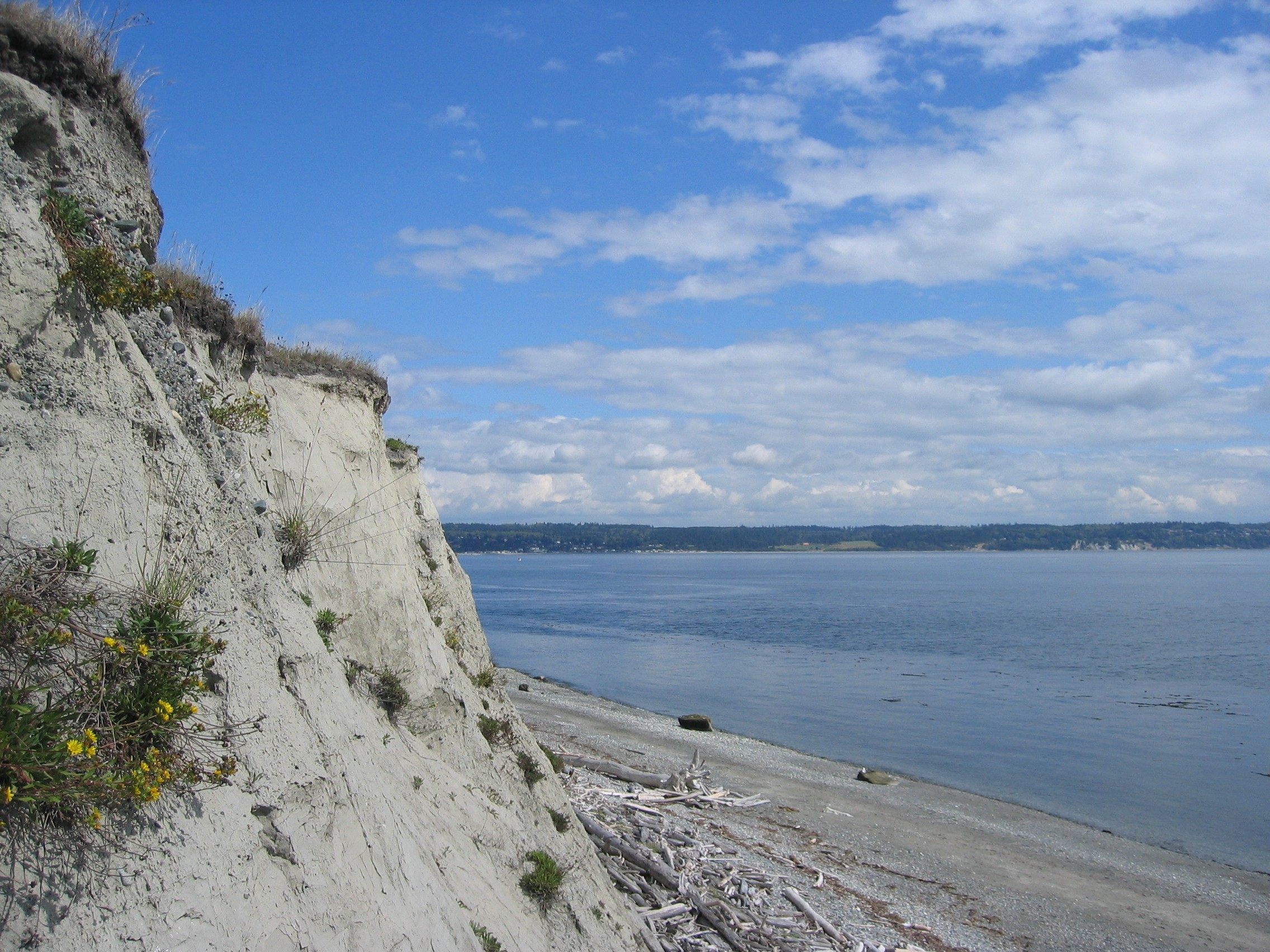
Un acantilado de Whidbey Island cerca de Fort Casey.

Whidbey Island se encuentra parcialmente a la sombra de las montañas Olímpicas, al oeste, y presenta diversas zonas climáticas. Esto puede observarse por las cantidades de precipitaciones: las más húmedas en el sur, con una media de 36 pulgadas (914 mm), las más secas en el distrito central de Coupeville, con una media de 20 a 22 pulgadas (510 a 560 mm), y volviendo a ser más húmedas más al norte, con una media de 32 pulgadas (813 mm). Abundan los microclimas, determinados por la proximidad al agua, la altitud y los vientos dominantes.
| Parámetros climáticos promedio de Naval Air Station Whidbey Island (1981−2010) | Parámetros climáticos promedio de Naval Air Station Whidbey Island (1981−2010) | Parámetros climáticos promedio de Naval Air Station Whidbey Island (1981−2010) | Parámetros climáticos promedio de Naval Air Station Whidbey Island (1981−2010) | Parámetros climáticos promedio de Naval Air Station Whidbey Island (1981−2010) | Parámetros climáticos promedio de Naval Air Station Whidbey Island (1981−2010) | Parámetros climáticos promedio de Naval Air Station Whidbey Island (1981−2010) | Parámetros climáticos promedio de Naval Air Station Whidbey Island (1981−2010) | Parámetros climáticos promedio de Naval Air Station Whidbey Island (1981−2010) | Parámetros climáticos promedio de Naval Air Station Whidbey Island (1981−2010) | Parámetros climáticos promedio de Naval Air Station Whidbey Island (1981−2010) | Parámetros climáticos promedio de Naval Air Station Whidbey Island (1981−2010) | Parámetros climáticos promedio de Naval Air Station Whidbey Island (1981−2010) | Parámetros climáticos promedio de Naval Air Station Whidbey Island (1981−2010) |
| Mes                                                                            | Ene.                                                                           | Feb.                                                                           | Mar.                                                                           | Abr.                                                                           | May.                                                                           | Jun.                                                                           | Jul.                                                                           | Ago.                                                                           | Sep.                                                                           | Oct.                                                                           | Nov.                                                                           | Dic.                                                                           | Anual                                                                          |
| ------------------------------------------------------------------------------ | ------------------------------------------------------------------------------ | ------------------------------------------------------------------------------ | ------------------------------------------------------------------------------ | ------------------------------------------------------------------------------ | ------------------------------------------------------------------------------ | ------------------------------------------------------------------------------ | ------------------------------------------------------------------------------ | ------------------------------------------------------------------------------ | ------------------------------------------------------------------------------ | ------------------------------------------------------------------------------ | ------------------------------------------------------------------------------ | ------------------------------------------------------------------------------ | ------------------------------------------------------------------------------ |
| Temp. máx. media (°C)                                                          | 8.2                                                                            | 9.4                                                                            | 11.2                                                                           | 13.1                                                                           | 15.3                                                                           | 17.6                                                                           | 19.2                                                                           | 19.6                                                                           | 17.8                                                                           | 14                                                                             | 10.2                                                                           | 7.5                                                                            | 13.6                                                                           |
| Temp. mín. media (°C)                                                          | 2.3                                                                            | 1.9                                                                            | 3.6                                                                            | 5.3                                                                            | 7.8                                                                            | 10                                                                             | 11.2                                                                           | 11                                                                             | 8.9                                                                            | 6.2                                                                            | 4                                                                              | 1.7                                                                            | 6.2                                                                            |
| Precipitación total (mm)                                                       | 56.6                                                                           | 37.3                                                                           | 42.4                                                                           | 41.9                                                                           | 39.6                                                                           | 32.5                                                                           | 18.8                                                                           | 24.4                                                                           | 29.2                                                                           | 52.6                                                                           | 86.4                                                                           | 53.6                                                                           | 515.4                                                                          |
| Nevadas (cm)                                                                   | 2.3                                                                            | 3.8                                                                            | 0.3                                                                            | 0.3                                                                            | 0                                                                              | 0                                                                              | 0                                                                              | 0                                                                              | 0                                                                              | 0                                                                              | 2.3                                                                            | 4.3                                                                            | 13.2                                                                           |
| Días de precipitaciones (≥ 0.01 pulgadas)                                      | 16.4                                                                           | 10.7                                                                           | 11.5                                                                           | 11.9                                                                           | 10.0                                                                           | 5.9                                                                            | 3.7                                                                            | 3.8                                                                            | 4.1                                                                            | 12.6                                                                           | 20.7                                                                           | 17.3                                                                           | 144.7                                                                          |
| Días de nevadas (≥ 0.1 pulgadas)                                               | 1.0                                                                            | 0.5                                                                            | 0.1                                                                            | 0.0                                                                            | 0.0                                                                            | 0.0                                                                            | 0.0                                                                            | 0.0                                                                            | 0.0                                                                            | 0.0                                                                            | 0.4                                                                            | 0.9                                                                            | 2.9                                                                            |
| Fuente: NOAA                                                                   |                                                                                |                                                                                |                                                                                |                                                                                |                                                                                |                                                                                |                                                                                |                                                                                |                                                                                |                                                                                |                                                                                |                                                                                |                                                                                |

## Ecología

### Flora
La vegetación varía mucho de un extremo a otro de la isla. La vegetación del sur es más parecida a la de Washington continental. Los principales árboles son el abeto de Douglas, el aliso rojo, el arce de hoja grande, el cedro rojo occidental, la cicuta occidental y el madroño del Pacífico. En comparación con el resto del oeste del estado de Washington, el arce enredadera está notablemente ausente, excepto donde se ha plantado. Otras plantas del sotobosque son el arándano de hoja perenne, la uva de Oregón de hoja larga inferior, el saúco, el salal, el rocío del océano y variedades de ortiga. También son evidentes las plantas introducidas no autóctonas, como la dedalera, la hiedra y el acebo.
Sin embargo, más arriba en la isla se ven menos la uva de Oregón y el arándano azul, mientras que predominan la uva de Oregón y el arándano rojo. El rododendro nativo del Pacífico es mucho más visible. Entre las variedades caducifolias, el roble oregón blanco (del que Oak Harbor toma su nombre) se ve con más frecuencia en la parte norte de la isla. En la clasificación de las coníferas, el gran abeto se encuentra más en la parte norte de Whidbey Island, junto con la pícea de Sitka y el pino de ribera. Hay tres zonas de praderas abiertas en la isla Whidbey: Smith Prairie, Crockett Prairie y Ebey Prairie. A lo largo de las laderas cercanas a Partridge Point se encuentran algunos parches de cactus espinoso.

### Fauna
Las ballenas grises migran entre las islas Whidbey y Camano durante marzo y abril y pueden verse tanto desde el barco como desde la costa. Las orcas también frecuentan las aguas que rodean Whidbey Island.
Las almejas y las ostras abundan en la zona y pueden recogerse en algunas playas públicas. El Departamento de Sanidad del Estado de Washington ofrece una guía en línea para ayudar a identificar las variedades de marisco y orientar sobre dónde encontrar variedades específicas.
Según la Whidbey Audubon Society, unas 230 especies de aves aprovechan los diversos hábitats de la isla.

## Educación

### Distritos escolares públicos
La isla de Whidbey cuenta con tres distritos escolares públicos.
El Distrito Escolar de Oak Harbor opera en Oak Harbor. Dentro del distrito, hay una secundaria, una secundaria alternativa, dos escuelas medias y cinco escuelas primarias. Dentro de la Asociación de Actividades Interescolares de Washington, Oak Harbor High aparece como una escuela 3-A.
El Distrito Escolar de Coupeville opera en Coupeville, Washington y Greenbank, Washington. Dentro del distrito, hay una escuela secundaria, una escuela media y una escuela primaria. Dentro de la Asociación de Actividades Interescolares de Washington, Coupeville High aparece como una escuela 1-A.
El Distrito Escolar de South Whidbey da servicio al extremo sur de la isla, incluyendo Freeland, Langley y Clinton. Dentro del distrito, hay una escuela secundaria (grados 9-12), una escuela alternativa (grados K-12), una escuela intermedia (grados 5-8) dividida en 2 campus, y una escuela primaria (grados K-4). Dentro de la Asociación de Actividades Interescolares de Washington, South Whidbey High aparece como una escuela 1-A.

### Educación superior
El Skagit Valley College tiene un campus situado en Oak Harbor.
La Seattle Pacific University es propietaria de Camp Casey, un centro de retiro cerca de Coupeville, que en su día fue el cuartel del adyacente Fort Casey.

## Personajes notables
- Jeff Alexander, director de orquesta y arreglista. Vivió en la isla al final de su vida.[52]
- Shayla Beesley, actriz, creció en Oak Harbor.[53]
- Bruce Bochte, jugador de béisbol estadounidense. Bochte vivió en Whidbey Island durante más de tres años, una vez finalizada su etapa como jugador de béisbol.[54]
- Aleah Chapin, pintora, creció en Whidbey Island.[55]
- Drew Christie, animador y cineasta.[56]
- Lana Condor, conocida por su papel en To All The Boys I've Loved Before.[57]
- Pete Dexter, escritor.[58]
- Elizabeth George, escritora.[59]
- Nancy Horan, escritora.
- Marti Malloy, practicante de judo y olímpica.
- Robert Jay Mathews, terrorista neonazi estadounidense y líder de La Orden (grupo de supremacía blanca), grupo militante de supremacía blanca estadounidense, murió en Whidbey Island durante un tiroteo con agentes de las fuerzas federales del orden.
- Jack Metcalf, miembro de la Cámara de Representantes de Estados Unidos.[60]
- Patty Murray, senadora de Estados Unidos, vive en la isla de Whidbey.
- David Ossman, fundador del Firesign Theater.
- Aaron Parks, pianista de jazz.
- Mark Sargent, teórico de conspiraciones.[61]
- Carl Weathers, actor y jugador de la NFL.
- David Whyte, poeta.
- Juliet Winters Carpenter, traductora de literatura japonesa y escritora.

## Infraestructura

### Transporte

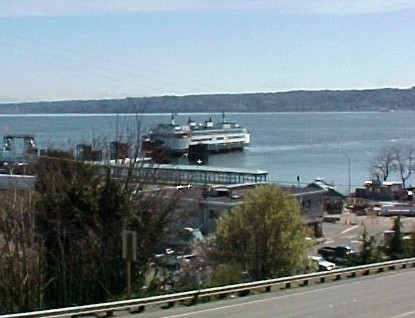
Ferry en Clinton.

El único puente que llega hasta la isla de Whidbey es el Deception Pass Bridge, State Route 20, que conecta el extremo norte de Whidbey con el continente a través de Fidalgo Island. Antes de la finalización del puente en 1935, Whidbey Island estaba unida a Fidalgo Island por el transbordador Deception Pass, que funcionó de 1924 a 1935. El servicio de transbordador moderno se realiza a través de la ruta estatal 20, en el transbordador de Coupeville a Port Townsend, y a través de la ruta estatal 525, en el transbordador de Clinton a Mukilteo, en la costa este meridional.
Para viajar por la isla se utiliza una extensa red de carreteras comarcales, o infraestructuras urbanas según la ubicación, todas las cuales actúan como alimentadoras de las dos autopistas estatales State Route 525 y State Route 20.
Las State Routes 525/20 de Whidbey Island son la única carretera panorámica de una isla designada a nivel nacional. Recibe el apropiado nombre de «Whidbey Island Scenic Isle Way». También forma parte del Cascade Loop.
El transporte público corre a cargo de Island Transit, que ofrece un servicio de autobuses de tarifa cero sufragado con un impuesto sobre las ventas del condado del 6/10 del 1%. En la actualidad hay 11 rutas de autobús que prestan servicio en Whidbey Island. No hay servicio los domingos ni los días festivos importantes.
Dos aeropuertos públicos prestan servicio a Whidbey Island. El Whidbey Air Park está situado a 2 millas (3 km) al suroeste de Langley y cuenta con una pista de 2470 pies (753 m). El aeropuerto A.J. Eisenberg está situado a 3 millas (5 km) al suroeste de Oak Harbor y cuenta con una pista de 3265 pies (995 m) de longitud. Además, hay aproximadamente media docena de pistas de tierra privadas en la isla. Kenmore Air Express ofreció un servicio aéreo regular a Whidbey Island desde el aeropuerto de Oak Harbor entre 2006 y 2009.
La Marina de los Estados Unidos opera dos aeropuertos en Whidbey Island. El más grande es un aeropuerto de dos pistas situado en la Estación Aérea Naval de Whidbey Island, al norte de Oak Harbor. Además, la Marina también opera una instalación de entrenamiento de vuelo llamada Naval Outlying Landing Field Coupeville (Coupeville OLF) situada justo al sureste de Coupeville. La Marina bautizó al USS Whidbey Island (LSD-41) en honor a la isla.

### Sistemas de salud
Whidbey Health es el hospital regional gestionado por el condado. Situado en Coupeville, el hospital cuenta con una clínica de extensión en Oak Harbor. La Estación Aérea Naval de Oak Harbor cuenta con un hospital de servicio limitado para el personal militar, los veteranos retirados y sus dependientes.

## Comunidades
De norte a sur:
- Deception Pass
- Oak Harbor, ciudad más grande
- West Beach
- San De Fuca
- Coupeville, capital del condado
- Keystone
- Admiral's Cove
- Lagoon Point
- Greenbank
- Langley
- Freeland
- Bayview
- Clinton
- Maxwelton
- Glendale